# Craig Wrolstad
Craig Wrolstad (* 5. September 1965) ist ein US-amerikanischer Schiedsrichter im American Football, der seit dem Jahr 2003 in der NFL tätig ist. Er trägt die Uniform mit der Nummer 4.

## Karriere
Wrolstad begann seine Karriere als Schiedsrichter in seiner Schulzeit, in der er begann, Basketball-, Softball- und American-Football-Spiele zu leiten. 1994 begann er Spiele im College Football zu leiten, 2001 und 2002 war er für die NFL Europe aktiv, 2002 und 2003 in der Arena Football League. Zusätzlich war er seit 1999 Schiedsrichter in der Pac-10 Conference, wo er 2003 den Sugar Bowl leitete, ehe er Mitte 2003 in die NFL berufen wurde. Der Lehrer und Trainer der Seattle Christian Schools in Tukwila arbeitete zunächst als Field Judge, eine Position, auf welcher er auch im Super Bowl XLVII in der Crew von Jerome Boger auftreten durfte. Nachdem Schiedsrichter Ron Winter seinen Rücktritt verkündet hatte, wurde er zum Hauptschiedsrichter ernannt.
Er leitete den Pro Bowl 2020. Zwei Jahre zuvor, beim Super Bowl LII, war er Ersatzschiedsrichter.

## Privates
Wrolstad ist verheiratet und hat zwei Kinder.